# Xciter (album)
Xciter è un album postumo della band Xciter che annoverava tra i suoi membri George Lynch e Mick Brown, divenuti poi famosi nei Dokken. L'album è prodotto dal chitarrista stesso e rispolvera per la prima volta i brani di questa band rimasta nel dimenticatoio per oltre 25 anni.
Il 28 febbraio 2006 la casa discografica Deadline/The Orchard ha pubblicato una versione ridotta di questo album contenente solo le prime otto tracce.

## Tracce
1. Sleepless Nights – 4:14
2. Black Star – 5:07
3. It's Alive – 3:53
4. Paris Is Burning – 3:57
5. One Life to Live – 2:35
6. Feel the Power – 3:54
7. Heartless Heart – 3:19
8. Heaven – 4:12
9. House on Fire – 3:11
10. I'll Be There – 3:16
11. Jailhouse Rock – 3:09
12. Little Lover – 3:08
13. Magic Carpet Ride – 3:26
14. Nobody – 3:58
15. Wait 'till Tomorrow – 2:22
16. Dream Dream – 2:23
17. I'll Get Over You – 2:44
18. You Want It, You Got It – 3:08
19. I've Been Waiting – 3:04

## Formazione
- Gregg Sanford – voce (tracce 1-13)
- Lisa Furspanker - voce (tracce 14-19)
- George Lynch – chitarra
- Monte Zufelt – basso
- Mick Brown – batteria